# 忘れるものか
『忘れるものか』（わすれるものか）は、1968年12月28日に公開された日活のアクション映画である。監督は松尾昭典。

## あらすじ
友人の津村洋介が死んだと聞いて、岡部司郎は京都へと戻った。現在は津村洋介の妻で、かつて愛していた夕子が洋介の死について何かを知っている様に感じたが、聞き出すことは出来なかった。岡部は洋介の死について調べるが、何者かにより手掛かりのなる人物が次々と殺されてしまう。洋介と深い仲であったバーの女、ルミを尾行し比叡山へと来た岡部は驚くことに洋介が生きていることを知る。

## 配役
- 石原裕次郎: 岡部司郎
- 二谷英明 : 津村洋介
- 星由里子 : 津村夕子
- 玉川伊佐男: 南部長刑事
- 川口恒: ケン
- 太田雅子: かおる
- 千秋みつる: 志乃
- 河野弘: 武上
- 榎木兵衛: 黒川
- 長弘: 山岸
- 野呂圭介: チョビ安
- 武藤章生: 田所刑事
- 市原悦子: ルミ
- 金田龍之介: 鴨沢
- 田崎潤: 尾形

## スタッフ
- 監督 ： 松尾昭典
- 脚本 ： 小川英, 蘇武道夫
- 企画 ： 仲川哲朗
- 音楽 ： 嵐野英彦
- 美術 : 中村公彦
- 編集 : 井上親弥
- 主題歌 : 忘れるものか : 石原裕次郎

## ロケ地
- 清水寺[2]
- 渡月橋[2]
- 南禅寺[2]
- 出町柳駅[2]
- 鹿カ谷のソ水[2]
- 叡山ケーブルカー[2]
- 西本願寺[2]
- 大谷墓地[2]
- 高野植物園など[2]

## 併映作品
- 『無頼 黒匕首』 : 小澤啓一監督